# Паркдейл (Орегон)
Паркдейл (англ. Parkdale) — переписна місцевість (CDP) в США, в окрузі Гуд-Рівер штату Орегон. Населення — 299 осіб (2020).

## Географія
Паркдейл розташований за координатами 45°30′47″ пн. ш. 121°35′31″ зх. д. / 45.51306° пн. ш. 121.59194° зх. д. (45.513042, -121.592076).  За даними Бюро перепису населення США в 2010 році переписна місцевість мала площу 1,62 км², уся площа — суходіл.

### Клімат
| Клімат : Паркдейл       | Клімат : Паркдейл | Клімат : Паркдейл | Клімат : Паркдейл | Клімат : Паркдейл | Клімат : Паркдейл | Клімат : Паркдейл | Клімат : Паркдейл | Клімат : Паркдейл | Клімат : Паркдейл | Клімат : Паркдейл | Клімат : Паркдейл | Клімат : Паркдейл | Клімат : Паркдейл |
| Показник                | Січ.              | Лют.              | Бер.              | Квіт.             | Трав.             | Черв.             | Лип.              | Серп.             | Вер.              | Жовт.             | Лист.             | Груд.             | Рік               |
| Абсолютний максимум, °C | 18,3              | 18,9              | 25,0              | 28,3              | 36,1              | 37,2              | 38,9              | 38,3              | 35,6              | 30,6              | 20,6              | 16,7              | 38,9              |
| Середній максимум, °C   | 5,3               | 7,4               | 11,4              | 14,9              | 19,0              | 22,6              | 26,9              | 27,1              | 23,6              | 16,7              | 8,7               | 3,9               | 15,6              |
| Середній мінімум, °C    | −2,5              | −2,1              | −0,1              | 1,7               | 4,5               | 7,2               | 9,3               | 9,0               | 5,9               | 2,4               | −0,3              | −3,2              | 2,7               |
| Абсолютний мінімум, °C  | −23,3             | −25               | −12,2             | −6,1              | −4,4              | −2,2              | 1,1               | 1,1               | −9,4              | −12,2             | −23,3             | −25               | −25               |
| Норма опадів, мм        | 145               | 101               | 86                | 55                | 38                | 26                | 8                 | 11                | 23                | 68                | 154               | 146               | 862               |
| Днів з опадами          | 16                | 13                | 15                | 12                | 10                | 6                 | 2                 | 3                 | 5                 | 10                | 18                | 16                | 126,0             |
| ----------------------- | ----------------- | ----------------- | ----------------- | ----------------- | ----------------- | ----------------- | ----------------- | ----------------- | ----------------- | ----------------- | ----------------- | ----------------- | ----------------- |
| Джерело:                |                   |                   |                   |                   |                   |                   |                   |                   |                   |                   |                   |                   |                   |

## Демографія
Згідно з переписом 2010 року, у переписній місцевості мешкало 311 особа в 104 домогосподарствах у складі 72 родин. Густота населення становила 192 особи/км².  Було 118 помешкань (73/км²).
Расовий склад населення:
| - 64,3 % — білих - 5,1 % — корінних американців - 1,9 % — азіатів - 27,7 % — осіб інших рас |

До двох чи більше рас належало 1,0 %. Частка іспаномовних становила 42,1 % від усіх жителів.
За віковим діапазоном населення розподілялося таким чином: 30,5 % — особи молодші 18 років, 63,1 % — особи у віці 18—64 років, 6,4 % — особи у віці 65 років та старші. Медіана віку мешканця становила 36,3 року. На 100 осіб жіночої статі у переписній місцевості припадало 100,6 чоловіків;  на 100 жінок у віці від 18 років та старших — 92,9 чоловіків також старших 18 років.
Середній дохід на одне домашнє господарство  становив 67 136 доларів США (медіана — 72 900), а середній дохід на одну сім'ю — 76 509 доларів (медіана — 73 950). 
Цивільне працевлаштоване населення становило 209 осіб. Основні галузі зайнятості: роздрібна торгівля — 33,0 %, сільське господарство, лісництво, риболовля — 33,0 %, виробництво — 15,3 %, мистецтво, розваги та відпочинок — 10,0 %.